# GNOME Web
GNOME Web (precedentemente noto come Epiphany) è il browser ufficiale dell'ambiente desktop GNOME. È disponibile anche per macOS.

## Storia
L'applicazione nacque come la naturale evoluzione del web browser Galeon, che aveva come obiettivo lo sviluppo di un programma che fungesse solo da browser. 
Il passaggio alla versione 2 delle librerie GTK+ ha portato molte novità (e incompatibilità), così il codice di Galeon venne gradualmente inglobato nel nuovo programma. in Epiphany. Un anno dopo il passaggio alla versione 3 di GTK+, il browser è stato rinominato in Web.

## Caratteristiche
Precedentemente il browser usava per il rendering il motore Gecko di Mozilla ma dalla versione 2.26 usa per default il nuovo motore WebKitGtk+, la portabilità su GTK+ di WebKit della Apple. L'interfaccia utente è basata sulle librerie GTK+, a differenza di altri browser come Konqueror (che usa le librerie Qt). Questo consente una maggiore integrazione con l'ambiente di GNOME rispetto agli altri browser tra cui lo stesso Firefox.
Tra le caratteristiche ci sono la funzione di navigazione a schede per la navigazione contemporanea in più siti (cosiddetta navigazione a schede), un filtro integrato contro le finestre popup ed un sistema di estensioni che permette di aggiungere nuove funzionalità al programma. Dalla versione 3.0 è inoltre stata aggiunta la geolocalizzazione. Dalla versione 3.2 può anche creare web app dalle pagine web e inoltre, al contrario di altri browser che usano un sistema di segnalibri gerarchico basato su cartelle, categorizza i collegamenti e ognuno di essi può avere più categorie. Alcune, come quella con i segnalibri più usati, sono trattate in modo speciale e non permettono l'assegnazione di ulteriori categorie.